# قائمة صهاينة لعبوا أدوار في تعريف الحركة الصهيونية
قائمة بالاشخاص الذين لعبوا أدوارًا مهمة في تعريف الحركة الصهيونية واليهودية الحديثة وتطورها التاريخي ونموها.

## القائمة
1. سارة آرونسون (1890–1917)، ولدت وتوفيت في سوريا العثمانية/الدولة العثمانية (إسرائيل الآن)، وهي عضو في حلقة التجسس اليهودية نيلي (التي كانت تعمل لصالح البريطانيين).
2. غيرشون أغرون (1890–1959)، ولد في الإمبراطورية الروسية (أوكرانيا)، وهاجر إلى فلسطين خلال الحرب العالمية الأولى عندما كان يقاتل في الفيلق اليهودي، مؤسس جيروزاليم بوست.
3. أبا أهيمير (1897–1962)، ولد في الإمبراطورية الروسية (بيلاروسيا)، وهاجر إلى فلسطين الانتدابية، حوالي عام 1924، ونشط في الصهيونية التصحيحية
4. شالوم أليخيم (1859–1916) ولد في الإمبراطورية الروسية (أوكرانيا حاليا)، وغادر إلى نيويورك بعد أن شهد مذابح عام 1905؛ دافع عن الصهيونية في كتاباته.
5. شولاميت ألوني (1928–2014)، ولدت في بولندا، ناشطة في حركة الشباب الصهيوني، ثم سياسية إسرائيلية.
6. حاييم أرلوزوروف (1899–1933)، ولد في رومني، الإمبراطورية الروسية (أوكرانيا)، زعيم اليشوف أثناء الانتداب البريطاني على فلسطين.
7. ديفيد بازوف (1883–1947)، ولد في تسخينفالي، الإمبراطورية الروسية (جورجيا/أوسيتيا الجنوبية)، شخصية عامة ودينية شاركت في الحركة الصهيونية في جورجيا
8. مئير بار إيلان (1880–1949)، ولد في، الإمبراطورية الروسية (بيلاروسيا)، حاخام وزعيم الصهاينة المتدينين (الحزب الديني الوطني).
9. شولاميت بات دوري (1904-1985)، ولدت في الإمبراطورية الروسية (بولندا)، وهاجرت إلى فلسطين الانتدابية عام 1923، كاتب مسرحي، أسس مسرح الكيبوتس.
10. مناحيم بيغن (1913–1992)، ولد في الإمبراطورية الروسية (بيلاروسيا)، زعيم جماعة الإرغون المسلحة، ورئيس وزراء إسرائيل فيما بعد.
11. ديفيد بن غوريون (1886–1973)، ولد في كونغرس بولندا (الإمبراطورية الروسية آنذاك)، مؤسس وأول رئيس وزراء لإسرائيل.
12. مردخاي بينتوف (1900–1985)، ولد في الإمبراطورية الروسية (بولندا)، هاجر إلى فلسطين الانتدابية عام 1920، أحد مؤسسي حركة الكيبوتس، ثم سياسي إسرائيلي.
13. إليعازر بن يهودا (1858–1922) ولد في محافظة فيلنا (الإمبراطورية الروسية)، مؤلف المعاجم العبرية ومعيد إحياء اللغة.
14. هوغو بيرجمان (1883–1975) ولد في النمسا-المجر، وهاجر إلى فلسطين عام 1920.
15. ماكس بودنهايمر (1865–1940)، محام ألماني المولد وشريك تيودور هرتزل، استقر في فلسطين عام 1935.
16. دوف بير بوروشوف (1881–1917)، ولد في زولوتونوشا (الإمبراطورية الروسية/أوكرانيا)، شارك في تأسيس حزب بوالي صهيون، عالم فقه اللغة اليديشية.
17. ماكس برود (1884–1968)، ولد في براغ (ثم في بوهيميا)، صهيوني منذ عام 1912، واستقر في فلسطين الانتدابية عام 1939.
18. راشيل كوهين كاجان: (1888–1982)، ولدت في أوديسا، ناشطة وسياسية إسرائيلية.
19. أبا إيبان (1915–2002)، ولد في جنوب أفريقيا، نشط في حركة الشباب الصهيوني والمنظمة الصهيونية العالمية، وسياسي إسرائيلي فيما بعد.
20. ألبرت أينشتاين (1879–1955)، ولد في الإمبراطورية الألمانية، عالم أيد الحركة الصهيونية.
21. إسرائيل إلداد (1910–1996)، صهيوني تصحيحي مولود في غاليسيا، من أتباع زئيف جابوتينسكي.
22. ماري فيلس [الإنجليزية] (1863–1953)، فاعلة خير أمريكية/ألمانية المولد، جورجية، منادية بحق المرأة في التصويت.
23. أسس بول فريدمان (1840–ج.1900)، فاعل خير ألماني، مستعمرة مديان قصيرة العمر لتكون ملاذ آمن لليهود الروس
24. ناحوم جولدمان (1895–1982)، وُلد في فيشنيفو، الإمبراطورية الروسية، مؤسس ورئيس المؤتمر الصهيوني العالمي.
25. شولاميت غولدشتاين (1914-2011)، ولدت في أوكرانيا، مناضلة سرية وعضو في منظمة الإرغون. [3]
26. رومانا جودمان (1885–1955)، بولندية المولد، مؤسسة مشاركة لاتحاد النساء الصهيونيات عام 1918. [4]
27. جوردون (آرون ديفيد جوردون، 1856–1922)، ولد في الإمبراطورية الروسية، حزب العمال/الصهيوني العمالي، أسس هبوعيل هاتزير.
28. أوري تسفي غرينبرغ (1896–1981)، شاعر غاليسي ولد في أوكرانيا الحالية ويكتب باللغتين اليديشية والعبرية؛ العمل، فيما بعد الصهيونية التصحيحية.
29. دوف غرونر (1912–1947)، مجري المولد، نشط في فلسطين الانتدابية، عضو في جماعة الإرغون شبه العسكرية.
30. آحاد هعام (1856–1927)، مولود في الإمبراطورية الروسية، صهيوني ثقافي
31. تيودور هرتزل (1860–1904)، ولد في الإمبراطورية النمساوية، الأب المؤسس للحركة الصهيونية السياسية الحديثة.
32. آرثر هيرتزبيرغ (1921–2006)، حاخام بولندي المولد، عاش في الولايات المتحدة، باحث في الصهيونية.
33. موسى هيس (1812–1875)، فيلسوف فرنسي المولد، صهيوني عمالي
34. زئيف جابوتنسكي (1880–1940)، ولد في الإمبراطورية الروسية (أوكرانيا الآن)، كاتب دعاية، زعيم الصهيونية التصحيحية.
35. سينتا جوزيفتال (1912–2007)، ولدت في ألمانيا، انضمت إلى حركة هابونيم [الإنجليزية] عام 1933، وهاجرت إلى فلسطين عام 1938، وأصبحت فيما بعد سياسية إسرائيلية.
36. تسفي هيرش كاليشر (1795–1874)، حاخام أرثوذكسي ألماني (بروسي)، أحد رواد الصهيونية الأوائل في البلاد.
37. بيرل كاتسنلسون (1887–1944)، وُلد في بيلاروسيا الحالية، مؤسس الهستدروت (نقابة العمال اليهودية) في فلسطين أثناء الانتداب البريطاني.
38. أبراهام إسحاق كوك (1865–1935)، ولد في الإمبراطورية الروسية (لاتفيا حاليًا)، صهيوني متدين، الحاخام الأكبر للقدس، فلسطين لاحقًا، خلال فترة الانتداب البريطاني.
39. شاول رافائيل لانداو (1870–1943)، محامٍ وصحفي وناشط صهيوني بولندي.
40. موشيه ليب ليلينبلوم (1843–1910)، ولد في الإمبراطورية الروسية (ليتوانيا)، باحث، من أوائل المدافعين عن إعادة إقامة اليهود في فلسطين.
41. موشيه مونتيفيوري: ثري ومالي بريطاني يهـودي، زعيم الجماعة اليهودية في إنجلترا، ومن كبار المدافعين عن الحقوق المدنية لليهود في إنجلترا والعالم.
42. إيما ليفين تالمي [5] (1905–2004)، ولدت في الإمبراطورية الروسية (بولندا)؛ انتقل إلى فلسطين الانتدابية عام 1924، وأصبح فيما بعد سياسيًا إسرائيليًا.
43. غولدا مئير (1898–1978)، ولدت في الإمبراطورية الروسية (أوكرانيا)، وانتقلت إلى فلسطين الانتدابية عام 1921، رئيسة وزراء إسرائيل السابقة.
44. صموئيل موهيليفر (1824–1898)، ولد في الإمبراطورية الروسية (بيلاروسيا)، صهيوني ديني، أحد مؤسسي هوفيفي صهيون.
45. ماكس نورداو (1849–1923)، ولد في الإمبراطورية النمساوية (المجر)، وشارك في تأسيس المنظمة الصهيونية (المنظمة الصهيونية العالمية فيما بعد).
46. إرنا باتاك (1871–1955)، أخصائية اجتماعية وناشطة نسوية نمساوية.
47. ليون بينسكر (1821–1891)، ولد في الإمبراطورية الروسية (بولندا)، مؤسس/زعيم هوفيفي صهيون.
48. روث بوبكين (1913-2015)، قادت هداسا والصندوق القومي اليهودي.
49. هافيفا ريك (1914–1944)، مظلية ولدت في مملكة المجر (سلوفاكيا)؛ عضو في البلماح السرية (قوة النخبة الهاغاناه) في فلسطين الانتدابية.
50. إسحاق رولف (1831–1902)، حاخام ولد في هيسن كاسل (ألمانيا)، دافع عن وطن يهودي في فلسطين، وأصبح مدركًا لمخاطر معاداة السامية الألمانية.
51. آرثر روبين (1876–1943)، ولد في الإمبراطورية الألمانية (بروسيا)، وانتقل إلى فلسطين عام 1907 وقام بتنظيم الهجرة اليهودية.
52. بنحاس روتنبرغ (1879–1942)، ولد في الإمبراطورية الروسية (أوكرانيا)، مهندس وناشط، استقر في فلسطين الانتدابية عام 1919.
53. سولومون شيختر (1847–1915)، ولد في إمارة مولدافيا (رومانيا حاليًا)، حاخام، المتحدث باسم الصهيونية داخل اليهودية المحافظة.
54. موشيه شاريت (1894–1965)، ولد في الإمبراطورية الروسية (أوكرانيا)، واستقر في فلسطين العثمانية عام 1906، صحفي وناشط، ثم سياسي إسرائيلي.
55. أبراهام شتيرن (1907–1942)، ولد في الإمبراطورية الروسية (بولندا)، وهاجر إلى فلسطين الانتدابية عام 1925، وهو أحد قادة جماعة إرغون وليهي المسلحة (المعروفة أحيانًا باسم عصابة شتيرن).
56. نحمان سيركين (المعروف أيضًا باسم ناحوم سيركين، 1868–1924)، ولد في الإمبراطورية الروسية (بيلاروسيا)، مؤسس الصهيونية العمالية.
57. هانا سزينيس (1921–1944)، ولدت في المجر، وهاجرت إلى فلسطين الانتدابية، وناشطة في الهاغاناه، ومظلية مع القوات الخاصة البريطانية.
58. هنريتا زولد (1860–1945)، زعيمة صهيونية ومؤسسة هداسا، المنظمة الصهيونية النسائية الأمريكية.
59. هربرت صموئيل: سياسي بريطاني وأول مفوض سامي لفلسطين وشرق الأردن في خلال الانتداب البريطاني على فلسطين.
60. برنيس تانينباوم (1913–2015)، ناشطة في هداسا.
61. جوزيف ترومبلدور (1880–1920)، ولد في الإمبراطورية الروسية، وشارك في تنظيم فيلق صهيون ميول الذي ساعد في الهجرة اليهودية إلى فلسطين الانتدابية.
62. مناحيم أوسيشكين (1863–1941)، ولد في الإمبراطورية الروسية (بيلاروسيا)، زعيم الصندوق القومي اليهودي.
63. حاييم وايزمان (1874–1952)، ولد في الإمبراطورية الروسية (بيلاروسيا)، عالم في الكيمياء الحيوية، مؤسس الصهيونية الاصطناعية وأول رئيس لإسرائيل.
64. فيليكس ويلتش (1884–1964)، ولد في بوهيميا (جمهورية التشيك)، أمين مكتبة، فيلسوف، مؤلف، محرر، ناشر وصحفي عمل في صحيفة سيلبستوير الصهيونية (دفاع عن النفس).
65. روبرت ويلتش (1891-1982)، ولد في براغ (ثم النمسا-المجر، جمهورية التشيك الحالية)، صحفي ومحرر نشط في بريت شالوم.
66. أوردي وينجيت (1903–1944)، ضابط بالجيش البريطاني غير يهودي قام بتدريب الهاغاناه.
67. لودفيك زامنهوف (1859–1917)، ولد في بياليستوك (ثم في الإمبراطورية الروسية، بولندا الآن)، طبيب عيون ومبتكر لغة الإسبرانتو، ونشط لفترة وجيزة في هوفيفي صهيون.
68. إسرائيل زانغويل (1864–1926)، مؤلف بريطاني، صهيوني ثقافي شارك في المنظمة الإقليمية اليهودية.
69. أبراهام ليب زيسو (1888–1956)، كاتب وصناعي روماني، صهيوني ديني.
70. باروخ زوكرمان (1887–1970)، صهيوني أمريكي إسرائيلي، من أنصار ياد فاشيم.
71. يوسف شبرينتساك: (1885 - 1959) سياسي إسرائيلي تم انتخابه في الجلسة الافتتاحية للكنيست الإسرائيلي وبالإجماع رئيسا للكنيست.

## انظر ايضا
- قائمة الشخصيات التوراتية اليهودية
- آراء ألبرت أينشتاين السياسية
- العودة إلى صهيون
- هجرة اليهود من الاتحاد السوفيتي إلى إسرائيل
- وثيقة إعلان قيام دولة إسرائيل
- المنظمة النسائية الصهيونية العالمية

## روابط خارجية
- صهاينة أميركا.. الشخصيات الخفية التي أنشأت إسرائيل